# Petar Maruna
Petar (Pedro) Maruna (Podprag ispod Velebita, 1938. – Aranjuez, Madrid, 23. kolovoza 2016.) bio je hrvatsko-španjolski slikar i grafičar. 

## Životopis
Živio je u Zaprešiću, a pohađao i završio gimnaziju u Zagrebu. God. 1960. bježi s dvojicom braće u Italiju (jedan od njih je poslije postao vrhunski hrvatski pjesnik Boris Maruna), gdje provodi osam mjeseci u izbjegličkim logorima. God. 196l. emigrira s braćom u Argentinu, Cordoba. Od 1962. do 1964. radi s argentinskim slikarom Ernestom Farinom. Upisao se na Likovnu akademiju u Cordobi, da bi 1964. otputovao u Madrid, gdje nastavlja studij na Visokoj školi lijepih umjetnosti San Fernando i to kao stipendist OCAU-a. Diplomira 1969. Od 1969. do 1982. živi u Malagi, sudjelujući u osnivanju likovne skupine »Palmo«. Od 1982. stalno živi u Aranjuezu, Madrid. 
Kao profesionalni umjetnik izlagao je u četrdesetak samostalnih i više od stotinu skupnih izložbi. Mediji su naveliko pisali o Maruninu stvaralaštvu pa bi trebali mnogo više prostora da donesemo i samo djelić tih vrlo pohvalnih osvrta. Maruna je ilustrirao i neka izdanja Knjižnice Hrvatske revije kao i naslovnicu toga najboljeg emigrantskoga časopisa. 
Ne smije se zaboraviti da je Španjolska zemlja brojnih slikara, pa ako stranac, makar i španjolski državljanin kao što je Maruna, biva hvaljen onda je to mnogo veći uspjeh no što ga imaju domaći umjetnici. Maruna je kao grafičar dobio dvije španjolske nacionalne nagrade, a njegove slike nalaze se u mnogim muzejima, od kojih ćemo spomenuti samo neke važnije: Museo de la Real Academia de Bellas Artes San Fernando u Madridu (tu je on jedini hrvatski umjetnik!), Museo Espańol del grabado Contemporáneo (Marbella), Museo de Bellas Artes (Malaga), Museo de Vaticano, Museum of Fine Arts (Boston), Bibliothčque Nationale (Paris), Museo-Fundacio Guayasamim (Quito) itd.